# Kirghizes
Cet article concerne le peuple kirghize. Pour la langue kirghize, voir Kirghize.
Les Kirghizes ou Kirghiz sont un peuple turcique résidant au Kirghizistan et dans les régions frontalières du Tadjikistan et de l'ouest de la Chine (région autonome du Xinjiang). Ils parlent une langue turcique, le kirghize.
Les Kirghizes (chinois traditionnel : 柯爾克孜族 ; chinois simplifié : 柯尔克孜族 ; pinyin : Kē’ěrkèzī zú) font partie des minorités reconnues officiellement en Chine.
L'étymologie de leur nom a donné lieu à plusieurs hypothèses.
- Ce peut être « ceux qui errent dans la steppe » (cf. turcs de Turquie kirk, « steppe » et gez-, « errer » ou bien simplement « hommes de la steppe »).
- Une étymologie populaire les fait descendre de « quarante filles » (qirq qız qui veut dire « quarante filles ». Selon une légende, quarante filles dont la tribu avait été massacrée auraient été fécondées par un fauve mythique ou un griffon.
- Plus simplement, le nom peut être rapproché de kırk, « quarante » nombre de tribus dans lesquelles les Kirghiz sont divisés, avec un écho au drapeau national qui figure un soleil avec quarante rayons, ou encore une yourte traditionnelle avec quarante demi-arceaux de soutien. Les turcologues russes considèrent ce nom comme celui d'un clan dirigeant plutôt que d'un peuple, et qualifient volontiers ce dernier de « Vieux-Khakasses » pour marquer sa parenté génétique avec les Khakasses qui occupent actuellement le territoire de l'ancien Khaganat Kirghize. On conserve cette appellation de « Kirghizes » habituelle en Occident, en soulignant que ces Kirghizes médiévaux ne sont pas identiques aux Kirghizes modernes, et que leur histoire ancienne ne s'est pas déroulée dans l'actuelle Kirghizie.

## Histoire
Les Kirghizes sont originaires du haut Ienisseï. Les Kirghizes médiévaux résultent de la fusion de diverses populations antérieures, dont celle qui occupe le bassin de Minoussinsk (en Sibérie orientale) et était porteuse de la culture de Tachtyk, succédant à la culture de Tagar de l'époque scythe. Le groupe dirigeant turcophone (les Kirghizes au sens strict) soumit également diverses tribus ougriennes, samoyèdes et paléo-sibériennes.
À la fin du VIIe siècle et au début du VIIIe siècle, les Kirghizes furent probablement vaincus par les Göktürks qui menèrent contre eux plusieurs campagnes en 696-97, 709 et 711. Ils subirent ensuite en 758 une attaque des Ouïghours (Mongolie). Un siècle plus tard, ils descendent du haut Ienisseï pour  prendre leur revanche et détruire le Khaganat ouïgour (744 – 848). Les Kirghizes poursuivirent les Ouïgours un temps (841 — 842) jusqu'au Turkestan Oriental et font durer leur règne jusqu'en 924. Les sources chinoises les décrivent comme grands et blonds, ce qui pousse certains à voir en eux des Indo-Européens turquisés. En 924, les Khitans les chassent de Mongolie et ils refluent vers leur terre d'origine. Dès lors des groupes se forment et créent des tribus qui migrent et qui vont alors être rejoints au XVIIe siècle par les tribus restées jusque-là dans le haut Iénisséi.
En 1207, une armée commandée par Djötchi, le fils aîné de Gengis Khan, les soumet sans combat et ils sont intégrés à l'Empire mongol. Ils se révoltent néanmoins dès 1218 en refusant de fournir des recrues aux armées mongoles, mais sont à nouveau vaincus. En 1273 ils peuvent établir pour vingt ans leur indépendance. Mais en 1293 les Mongols réaffirment leur autorité et en représailles une partie de la population est déportée. Une ultime révolte sans succès a lieu en 1399.
Les Kirghizes quittent leurs territoires ancestraux de Sibérie beaucoup plus tard - à partir du XVe siècle selon certains, ou seulement au XVIIe siècle, après l'échec de la résistance à la colonisation russe. Les clans dirigeants gagnent alors la région au nord du Pamir et du Tian Shan (les Kirghizes restés dans la région de l'Ienisseï sont aujourd'hui appelés Khakasses).
Erdeni Batur, dirigeant du Khanat dzoungar, les défaits en 1635 et 1643.
Par la suite, les Kirghizes passeront sous souveraineté chinoise de la dynastie Qing à partir des années 1750, époque de la victoire de ces derniers sur la khanat dzoungar, puis sous celle du khanat de Kokand (vers 1830). Ce sont finalement les Russes qui prendront le contrôle de l'essentiel de leur territoire, par l'annexion du khanat de Kokand.
En 1864, les Russes posent la frontière orientale de leur empire de façon à englober le pays des Kirghizes qui était jusque là implanté sur la partie nord de l'actuel Kazakhstan.

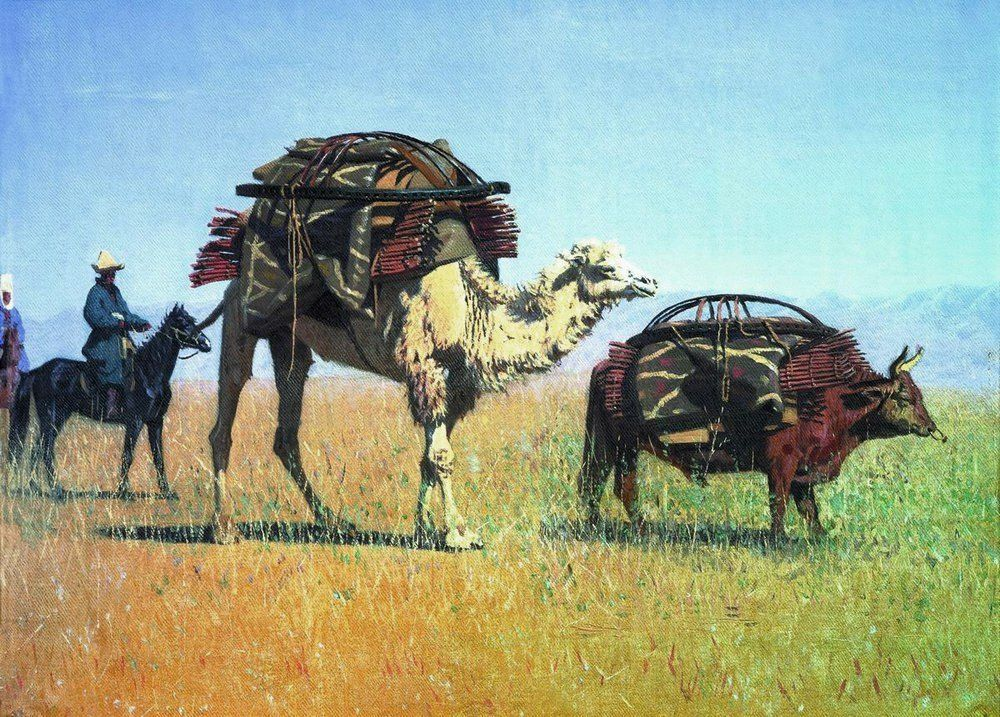
Migration de nomades Kirghizes, peinture de Vassili Verechtchaguine vers 1870

Aux différences dialectales et à l'accent près, Les Kirghizes partagent avec les Kazakhs, la quasi même langue kiptchak, du nom d'un des clans de la horde dite moyenne qui eut un temps la prééminence. Le terme de Kirghiz ne leur est réservé que depuis la constitution d'une République socialiste soviétique, en 1926. Auparavant, les « Kirghizes » actuels étaient appelées Karakirghizes, c'est-à-dire Kirghizes noirs, les Kazakhs, terme qui renvoie à un khanat séparatiste fondé en 1456 et évoque une activité de mercenaires pratiquée par de nombreux descendants de Coumans, étaient appelés Kirghizes Kaïssaks ou, autre prononciation, Kirghizes Kazakhs. C'est pourquoi la république autonome créée pour ceux-ci par les Soviétiques en 1920 fut initialement appelée « République soviétique socialiste autonome kirghize ». La géographie, montagneuse pour les uns, une plaine pour les autres, ainsi que le mode de vie que cela implique, séparent nettement les deux entités et les Kazakhs qui ont immigré au Kirghizistan ne se fondent pas d'emblée dans la population.
En 1936, la RSSA kirghize fut transformée en  république socialiste soviétique (premier niveau de subdivision de l'URSS). Certains participèrent à la deuxième guerre mondiale, enrôlés dans l'armée russe. Des colons ukrainiens et russes spécialisés dans la culture du blé vinrent s'installer sur les hauts-pâturages (djaïlou) de la vallée du Tchou.
Aujourd'hui, le Kirghizistan est indépendant. Il a adhéré à la C.E.I sous la présidence d'Askar Akaïev. Le pays est à structure étatique unitaire, à régime multipartite avec un parlement bicaméral et une assemblée des représentants du peuple.

## Culture
Les données archéologiques montrent, dès la période des Tchaatas et surtout la phase de Tioukhtiaty, la coexistence en pays kirghize d'une population nomade ou semi-nomade (élevage de chevaux et de bovins avec stabulation) et d'une nombreuse population sédentarisée pratiquant une agriculture ou un artisanat de bon niveau.
Dans la Taïga montagneuse les ressources étaient la chasse, la pêche et l'élevage de rennes.
On connaît des maisons en bois en élévation et des habitations semi-enterrées, des clôtures de bois. À partir du IXe siècle, les Kirghizes édifièrent des bâtiments parfois ambitieux, comme le « temple-palais » en briques de Ierbinskaïa au nord de l'actuelle Khakassie. Aux IXe et Xe siècles, la métallurgie prit un développement considérable. Le commerce était actif avec tous les voisins, et des monnaies étrangères portant des inscriptions surchargées en caractères « runiques » trouvées dans des sites de la culture de l'Aksiz évoquent un système monétaire embryonnaire.
À leur apogée les kirghizes dominaient un certain nombre de tribus vassales (qistim). Les Kaghans avaient conclu des alliances dynastiques avec les Karlouks et les Türguèch dès les années 820. L'empire Kirghize avait une structure relativement élaborée, avec un système fiscal, une bureaucratie, une armée régulière. Les jeunes kirghizes de l'élite étaient parfois éduqués chez les Khitans (Qidan en chinois et Kitaï en russe, ensemble de huit tribus indépendantes nomadisant en Mongolie intérieure).
L'armée était organisée suivant un principe décimal 10, 100, 1 000 et 10 000 hommes. Les familles dont les fils s'étaient distingués à la guerre étaient récompensées par des donations de terre à titre héréditaire.
L'armement est connu par l'archéologie : arcs, flèches, sabres, couteaux de combat coudés (lointains descendants de couteaux de bronze sibériens). On a trouvé des fragments de cuirasses. Aux IXe et Xe siècles, les cavaliers portaient des sabretaches à plaques métalliques analogues à celles connues chez les Magyars en Europe centrale.
Les Kirghizes construisaient des forteresses qui rappellent celles des Ouïgours (Choumenskoïé sur la rive droite du Ienisseï), avec des murs en terre protégés par des fossés, d'un périmètre de 800 m.
Sur le plan religieux, les Kirghizes paraissent très fidèles, en majorité, aux anciennes croyances turques. Mais ils connurent le manichéisme des Ouïghours et le prosélytisme bouddhiste.
Durant toute la période considérée, les rites funéraires étaient caractérisés par la pratique générale de l'incinération. Seuls de jeunes enfants, des défunts appartenant à d'autres groupes ethniques, ou des serviteurs, concubines, etc., étaient inhumés.
L'art des anciens Kirghizes conservait certains éléments animaliers de la culture de Tachtyk (figurines zoomorphes).
Les Khirgizes employaient une écriture dite « Iénisseï » variante de l'écriture runique. À une lointaine époque, elle était assez répandue (inscriptions sur objets usuels et encriers).
Fragment trouvé dans le bassin de Minoussink :
- « Idq yrmä bngu blng » - reconstitué :  « Idiq yerimä bengü bolung » (« Ô ma terre sacrée, soyez éternelle »)

La Russie ayant favorisé l'éducation de masse, les Kirgizes sont alphabétisés à 99 %. La langue russe est langue officielle, ainsi que la langue kirghize (du groupe turcophone).
Certains Kirghizes ont conservé leur habitat (campement de yourte), leurs costumes (chapeau de feutre blanc) et leurs jeux traditionnels (poursuites à cheval auxquelles participent les filles, et lutte libre réservée aux garçons)

## Musique
La musique kirghize est comme toutes les musiques d'Asie Centrale à base de luth, de guimbarde et de chants.

### Poésie
Le patrimoine littéraire kirghize réunit un corpus de poèmes, chansons, contes, jadis colportés par les bardes. Les Kirghizes possèdent des cycles de légendes nommés Manas (voir ci-dessous). Ces histoires représentent trois fois l'épopée indienne du Mahabharata. La littérature contemporaine est dominée par l'écrivain et diplomate Tchinguiz Aïtmatov, auteur du  Premier Maître et du Champ Maternel.

#### Épopée de Manas
Manas est le héros unificateur des Kirghizes. Son épopée est racontée par un conteur (manashi) qui peut réciter par cœur jusqu'à 200 000 vers. Dans un pays traversé par de nombreux peuples, les Kirghizes ont développé une littérature d'épopées, de contes populaires, les exploits de héros luttant contre les « infidèles ». Héros légendaire, Manas repose près de Talas ; sa tombe est vénérée. Conscient de la conservation de son patrimoine, le Kirghizistan cherche à préserver son patrimoine littéraire de culture orale (la première impression date de 1938), concurrencé par la télévision, le cinéma et la pénurie des conteurs en langue kirghize. Pour ce faire, le gouvernement et l'UNESCO ont célébré en 1995, une « année Manas », avec un festival patronné par l'ancien président Askar Akaïev.

## Démographie
La composante ethnique du pays outre les Kirghizes (71 %), comporte également 21 % de Slaves et 11 % d'Ouzbeks, mais les mariages mixtes sont rares.
- Population : 5 200 000
- Musulmans : 65 %
- Orthodoxes : 35 %
- Taux de natalité : 21 %
- Espérance de vie : 69 ans

L'économie du Kirghizistan est loin d'être florissante, c'est avec le Tadjikistan, le pays le plus pauvre des Républiques : un habitant sur deux vit en dessous du seuil de pauvreté.
En raison d'une topographie montagneuse seules 7 % des terres sont exploitables. Une partie de la population se consacre à l'agriculture, à la sériciculture, aux plantes médicinales  et au coton, tabac, chanvre, blé, orge, fruits et légumes, à l'élevage de bovins, de yacks (l'élevage de brebis à toison fine et de chevaux de race étant minoritaire), à l'exploitation des mines d'or (mines de Kumtor) et de mercure. Le pays qui possède un bon équipement hydroélectrique exploite celui-ci ainsi qu'un tourisme de montagne.
Une autre partie de la population s'est urbanisée et habite désormais la capitale très moderne Bichkek avec une paupérisation urbaine et une classe moyenne. La plupart des jeunes Kirghizes continuent de faire leurs hautes études à Moscou.
Dans les campagnes, on utilise encore la médecine traditionnelle héritée du chamanisme, ou la médecine islamique initiée par Avicenne qui fait un retour fulgurant y compris auprès des classes moyennes qui semblent l'avoir redécouverte ainsi qu'aux touristes occidentaux en quête de « nouveauté » naturelle.

## Émancipation des femmes
C'est en 1917 que les musulmans russes lors du congrès « russo-musulman » de Moscou offrirent à leurs épouses l'égalité des droits. Avant le mode de vie de la musulmane était réglementé par le port du voile (paranja). Curieusement la juive de Boukhara portait le voile alors que la femme Kirghize ne le portait jamais. Autres contraintes : le mariage de fillettes de 10 ans avec la pratique endémique de l'Asie centrale, le rapt fictif de la fiancée (ancêtre du voyage de noces) avec versement d'une rançon aux parents (kalim), la polygamie et la coutume du lévirat (cession de la veuve au plus proche parent du mari).
Le gouvernement soviétique sortit la femme de cette situation pour « renforcer et consolider la situation de l'État prolétarien et activer les masses parmi les femmes ».
Aujourd'hui, le mariage civil est obligatoire. Certaines familles, fidèles aux traditions, pratiquent encore le kalim ou rachat de la fiancée, ne serait-ce que par du troc.
Le dernier aspect de l'émancipation féminine : le développement de l'industrie a créé un prolétariat féminin mais il a fait disparaître une part de la tradition artisanale (broderie, tissage). Les femmes, dans les villes, sont cependant bien représentées dans le secteur du tertiaire, la médecine, l'enseignement et le droit.
La société kirghize revendique les valeurs viriles ; le chef de famille, c'est l'homme, le père puis le fils aîné. L'héritage est patrilinéaire.

## Cuisine kirghize
Elle est à base de laitage (yaourts) et de viande (mouton, bœuf). La boisson nationale est le koumis, un lait de jument fermenté, assez aigre. Les galettes aux oignons et bouillon de viande (kattama) se consomment en entrée. Le plat national est le bech-barmak (cinq doigts en kirghiz) composé de viande hachée de mouton ou de cheval et de pâtes fraîches. La nourriture se mange avec les doigts.